# Señal de precio

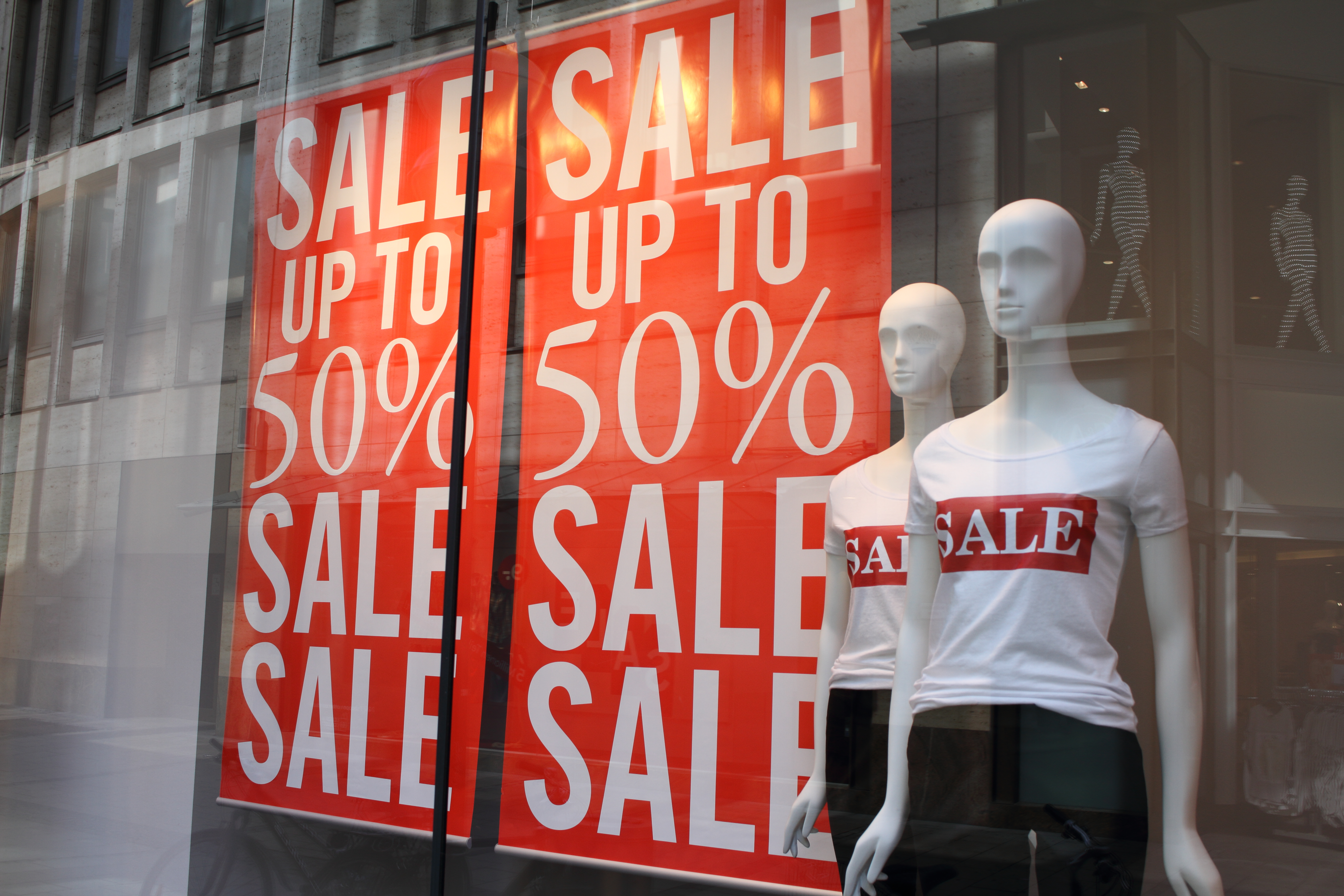
Carteles de rebajas: a través de un precio reducido a la mitad se señalan artículos ventajosos de los que la tienda desea desprenderse.

Una señal de precio es la información transmitida a productores y consumidores de un producto o servicio (bien) a través de su precio. Esta información puede hacer que los consumidores reduzcan su demanda si el precio aumenta o, si el precio crece, pero la demanda se mantiene constante, los productores inviertan lo necesario para aumentar su oferta. La información transmitida por los precios es esencial en la coordinación de una economía de mercado, pues determina qué se produce, cuánto, cómo y qué recursos se emplean para producirlo.
El precio de un bien depende de numerosos factores, entre ellos la oferta y la demanda. Un precio puede sin embargo ser artificialmente limitado en su alza, mantenido constante o minorado, por la voluntad de una autoridad competente, la del legislador, o por la voluntad común de un número suficiente de vendedores. Puede serlo ilegalmente como resultado de una colusión o un cártel, o vía dumping económico, social o medioambiental. Puede finalmente ser influido por el conjunto de regulaciones que pesan sobre él, por ejemplo fiscalidad, ecotasa, reglamentación, primas, subvenciones, etc. En estos casos son los Estados y las colectividades quienes exacerban, disminuyen o regulan el precio, modificando la señal de precio que se da a los compradores.

## Importancia del contexto
Esta señal funcionará de manera diferente según:
- el sector económico (primario, secundario o terciario);
- los pesos respectivos de la oferta y la demanda o la tensión entre ellas;
- el tiempo (corto, medio o largo plazo), especialmente en lo referido al retorno de la inversión;[4]
- el tipo de bien al que se le pone el precio (inversión, gastos suntuarios, gastos urgentes o vitales, con o sin retorno de la inversión, etc.);
- la importancia concedida a los criterios de elección, sobre todo en lo que se refiere al medio ambiente;[5] y
- la capacidad de gasto del agente económico que ha de pagar el precio.

La señal de precio puede darse mediante un precio más elevado, o al contrario, minorado, por ejemplo por una menor tasación de las energías renovables, limpias y seguras (en la Unión Europea, una directiva de 2003 autoriza a los países miembros a que graven menos la electricidad producida por cogeneración).
Las ecotasas son uno de los medios de acercar un precio hacia un "precio verdadero" o "precio justo" (aquí no en el sentido moral de un precio que permita a todos acceder a sus necesidades), es decir, que integre la reparación de los efectos medioambientales negativos directos y a veces también indirectos generados por la producción, transporte y eliminación o reciclaje del bien. Esto se denomina "internalización de los costes externos" (o externalidades). Se puede aplicar a un servicio (p. ej. el transporte aéreo). Los partidarios del impuesto sobre el carbono, decidido por el debate sobre el medio ambiente celebrado en octubre de 2007 en París, consideran que una señal de precio fuerte sobre las emisiones (lo que se conoce como precio del carbono) incitaría a respetar mejor los compromisos de reducción de las emisiones de gases de efecto de invernadero. Los precios de los carburantes en 2018 no reflejan el coste de sus emisiones contaminantes, de modo que en realidad se está subvencionando su consumo.

## Teoría
En pura teoría económica, tanto en micro como en macroeconomía, el precio (que no debe confundirse con el coste) se considera una señal consciente o inconscientemente percibida por el comprador o consumidor, con más o menos fuerza según su riqueza y su interés por ahorrar. Se cree que esta señal puede orientar las opciones de consumo y ciertos comportamientos, lo que se explica por referencia a otros conceptos teóricos:
- la horquilla del "consentimiento a pagar" del comprador (por un bien estará dispuesto a pagar entre un mínimo y un máximo; por debajo del mínimo, rechazará comprar, por parecerle el bien de escasa calidad, y por encima del máximo, le parecerá demasiado caro y escogerá otro bien);
- la teoría de que lo que es escaso es caro, y lo que es caro se compra menos;
- la teoría según la cual, si se presentan al consumidor 2 bienes de características similares, solo diferentes en el precio, escogerá el más barato;
- el grado de información del consumidor (p. ej. el etiquetado, lo que afirme sobre el producto, etiqueta energética, etiqueta carbono…); y
- la teoría de la economía de mercado que hace del precio la primera variable de ajuste entre oferta y demanda.

## Señal ambigua
En la realidad, los determinantes del consentimiento a pagar y de las elecciones de consumo son numerosos, complejos y en gran parte sociopsicológicos (cuando no van directamente impuestos por la necesidad vital de un recurso).
Lo que se compra también está muy orientado por la publicidad, que dispone de numerosos y eficaces medios para empujar el consumidor a comprar productos que normalmente no adquiriría. En principio la señal de precio incitaría a comprar bisutería barata de bella apariencia en vez de caras joyas de oro o platino, o coches más eficientes, seguros y prácticos en vez de 4×4 dispendiosos y voluminosos. No siempre sucede así. Asimismo, si el precio de los carburantes o del tabaco aumentara regularmente, numerosos expertos opinaban que el consumo disminuiría fuertemente. Unas veces ha ocurrido así y otras no. En el caso del tabaco, a pesar de la adicción, la Organización Mundial de la Salud considera que subirle los impuestos es un método eficaz para reducir su consumo. En el caso de los carburantes, su consumo puede disminuir al aumentar los precios, pero si muchas personas encuentran difícil cambiar sus opciones de desplazamiento, la señal de precio supone un riesgo de disturbios sociales y reacciones violentas, como la de los chalecos amarillos en Francia.
En contextos especulativos, una señal de precio muy fluctuante, sobre todo en mercados de nuevos bienes, frena a los inversores y compradores. Es una explicación dada especialmente por la CDC-Clima (Caja de Ahorros y Depósitos, una institución francesa) a las dificultades encontradas por el mercado del carbono para responder a sus objetivos de reducción de emisiones de gases de efecto invernadero.

## Discriminación de precios
La discriminación de precios consiste en que la empresa que produce un bien le asigna precios diferentes de acuerdo con distintos parámetros (por ejemplo, poder adquisitivo de los países donde se vende). Sirve para maximizar los ingresos.

## Señal de precio y desarrollo sostenible
El debate público sobre el medio ambiente de octubre de 2007 en Francia sugirió que la señal de precio (ya se trate de inversiones o de precios energéticos) se analice cuidadosamente antes de establecer nuevas exenciones fiscales o nuevas tasas al consumo. Incorporar los costes medioambientales en los precios es una necesidad evidente, tanto como reducir los tiempos de retorno de la inversión para los equipos y obras que protejan el entorno. Pero solo hay que utilizar «el arma fiscal» (exención fiscal o impuesto realmente ingresado) donde desempeñe un papel decisivo. La actuación actual de los sectores de la energía, agua, silvicultura, construcción, agricultura para alimentación y transporte plantea enormes riesgos medioambientales.

## Efectos a veces perversos
En los países de la Organización para la Cooperación y el Desarrollo Económicos (OCDE), casi todos los impuestos medioambientales están comprendidos en las accisas sobre los derivados del petróleo o basados en el mismo modelo (impuestos sobre el consumo o la contaminación para financiar la depuración en el caso de las agencias del agua en Francia). Su objetivo era recaudatorio (pretendían generar ingresos para financiar las acciones estatales y de las colectividades) antes que medioambiental.
En los años 1970, en respuesta a las crisis energéticas, se aumentaron estos impuestos. También en ciertos países orientados hacia servicios menos contaminantes y más sobrios en petróleo. Pero con el siguiente efecto perverso: para financiar con estas tasas las ayudas a las energías verdes, hacía falta consumir tanto petróleo como antes, o incluso más (esto en los tiempos en que las energías renovables eran caras; desde 2010 se abarataron mucho y compiten en precio con las energías convencionales sin necesitar ayudas). Asimismo, si las compañías de agua se financian con tasas altas sobre el consumo y la contaminación, y la gente responde a estas tasas consumiendo menos agua y contaminándola menos, entonces estas compañías se encuentran faltas de financiación.
Por esto la señal de precio puede no bastar a largo plazo, aunque sí puede funcionar en determinadas circunstancias.
Teóricamente la señal de precio empuja a todos los agentes económicos (productores, consumidores, inversores) a ahorrar o reciclar los recursos naturales no renovables, o que lo son poco, difícil o costosamente. Numerosos ejemplos lo muestran: gravando el SO2 emitido, Suecia ha reducido sus emisiones un 80 % de 1980 a 1991. A Dinamarca, la misma tasa le ha permitido en 2 años (de 1995 a 1997) una caída de las emisiones del 24 % del SO2. En Suecia, se estima que la tasa sobre el CO2 ha permitido un declive de las emisiones del 9 % entre 1990 y 1994.
Pero otros ejemplos muestran que esta señal de precio no ha funcionado siempre así, o que parece poco o menos eficaz en ciertos dominios o en determinadas condiciones. Por ejemplo, el precio real del pescado ha aumentado regularmente como consecuencia de la disminución de los recursos, pero en vez de pescar menos, y sobre todo gracias a las subvenciones públicas, son los costes de producción los que han disminuido fuertemente por la mecanización y los progresos técnicos, y simplemente se va a pescar más lejos, y luego a mayor profundidad, lo que ha provocado que numerosos caladeros acaben sobreexplotados en algunas décadas (fenómeno llamado "sobrepesca").
En el sector inmobiliario, el disparo de los precios del terreno y de la construcción, que ha afectado a todas las grandes ciudades y capitales a finales del siglo XX, no ha reducido las inversiones en la construcción, al contrario. Los precios elevados no parecen haber frenado ni la urbanización, ni la periurbanización, ni en ciertos países el éxodo rural.
En Europa, antes de 2003, cada país gravaba sus carburantes (a veces con excepciones como el queroseno) con tasas muy variables. Una directiva de la Unión Europea (del 20 de marzo de 2003) ha proporcionado un primer marco europeo de tasación energética. Este marco es simbólico (1 euro por megavatio producido con petróleo, gas o carbón), pero antes de esta directiva las diferentes tasas nacionales distorsionaban el mercado y favorecían importantes tráficos y desvíos legales de carburantes de un país al otro, con costes medioambientales y pérdidas para las finanzas públicas.
Querer utilizar la señal de precio para incidir sobre las elecciones de compra y los comportamientos parece, por tanto, necesitar de un amplio acompañamiento explicativo para los compradores, lo que debería aumentar su consentimiento a pagar el sobreprecio. También han de tenerse en cuenta las incertidumbres y algunos comportamientos irracionales de ciertos actores económicos (estados, empresas, bancos y bolsas, en su caso). Por otra parte emplear solamente la señal de precio puede no ser la opción más eficaz. Por ejemplo, se consigue una mayor reducción del tabaquismo si, aparte de aumentar los impuestos a las cajetillas, se obliga, combinadamente, a que adviertan sobre sus efectos perniciosos y se facilitan medicamentos para dejar de fumar.
También hay que considerar qué medios tienen los mercados o los consumidores de sortear el sobreprecio. Así un encarecimiento del precio de la energía inducido por un alto impuesto sobre el carbono o una ecotasa elevada sobre los productos petrolíferos puede impulsar la eficiencia energética. Pero al contrario, también puede —si no se inserta en un adecuado marco estratégico— inducir una rápida sobreexplotación del bosque, o incluso un pillaje (directo o deslocalizado) de leña en el bosque (cf. síndrome de la isla de Pascua), o el desarrollo anárquico y peligroso de centrales eléctricas de carbón o nucleares, lo que solo desplazaría el problema (contaminación en el caso del carbón; riesgo, agotamiento de las reservas de uranio y almacenamiento de los residuos en el caso de las nucleares).
Existen además los bienes de Giffen, cuya demanda sube cuando su precio se incrementa. En este caso la señal de precio funciona al revés.
Finalmente, en numerosos sectores pueden darse fallos de mercado. Si existe un fallo de mercado, la señal de precio no tendrá el efecto habitual.